# 日田站
日田站（日语：／ Hita eki */?）是位於大分縣日田市元町，屬於九州旅客鐵道（JR九州）的久大本線車站。本站為日田市的代表車站。

## 途經路線
- ■久大本線
- ■日田彥山線BRT（BRT彥星線）

其中日田彥山線路段原為鐵路線，受平成29年7月九州北部豪雨影響，部份路段被山泥傾瀉所破壞，經評估後，JR九州最終決定把添田～本站的一段改以BRT形式復運。

## 車站構造

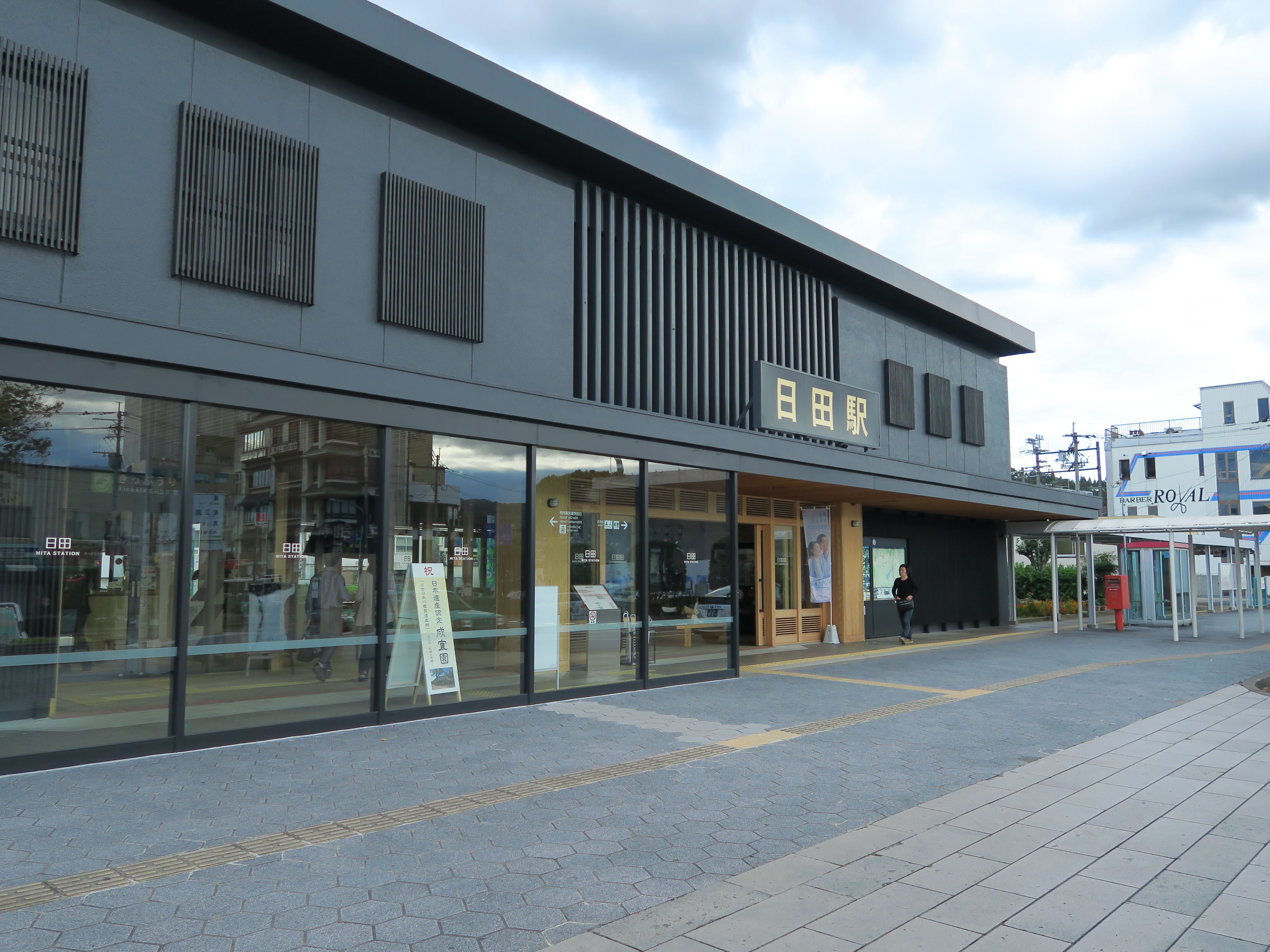
站房

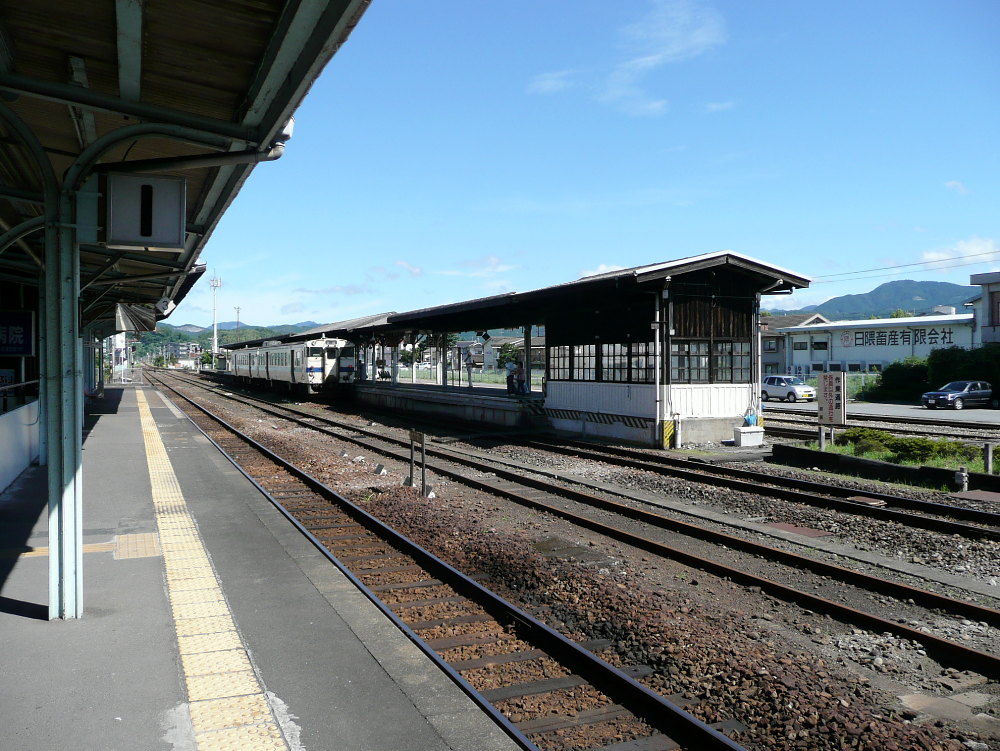
車站內（2007年8月）

### 站房
現時的站房在1972年建成，為兩層高水泥建成的建築物。車站設施部份設於一樓。中央為車站入口及開放式通道，直接可以到達前方的驗票口，左側為票務處，設有發售指定席車票的「綠窗口」及其他票務窗口；前端票務處外設有一部簡易式近距離自動售票機，以及一部可提供指定席車票售賣的新式售票機。
右側為候車室，最前端設有樓梯可通往二樓部份。因應BRT的開業，在候車室外增設了顯示班次的直立式顯示屏。候車室可分成前後兩部份，前面部份採用開放式入口，並配上暖簾，主要用作候車大堂，在中央處放置了四張大型的正方形木櫈，而靠向側式月台一方則放置了吧枱及獨立式座椅，並且設置了自動販賣機等設施；至於後方部份則打造成一個共享空間格局，與前方部份以玻璃門作為分隔，進入後，牆身以木板舖成，向月台的玻璃窗則加配了木條，以保留採光度之餘又能營造私人空間的感覺；室內放置了梳化、多張配以有背式座椅的木櫈；牆上掛上裝飾用圖晝；而靠向馬路一方則放置了幾個由市內廢校所遺留下來的高身書櫃，以放置共享書籍。
為配合2015年7月起舉行的「溫泉縣大分地方旅遊活動」，車站進行了翻新工程。新設計由水戶岡銳治負責，2014年11月開始動工；2015年3月28日，為紀念工程完工而舉行了活動。是次翻新採用了大量的當地出產的日田杉，作為站內佈置、站外的公共空間及藝術裝置，以及連接廣場與公共運輸站之間的上蓋等；外牆則採用了深灰的色調。另外，在車站入口前端加設了一幅玻璃幕牆，作為分隔及緩衝之用。
而作為「進擊之巨人」作者諫山創的故鄉，日田站內到處都放置了以不同角色所構成的宣傳看板，成功作為吸引遊客的宣傳策略。

#### 二樓
2樓於新站房開業時為餐廳和土產店。2019年9月因應2019年世界杯橄榄球赛舉行，改成為平價的住宿設施「STAY + CAFE ENTO」。租約為5年。2024年12月26日，西日本新聞卒先報導日田市政府決定在五年租約期滿後不再與「STAY + CAFE ENTO」，認為空間應該留給「公共性高的團體使用」的言論，事後日田市政府發出新聞稿，指西日本新聞的部份內容不正確，要求報方更正，並指ENTO營運方於2024年9月時已經知悉約滿後不再續約的安排，但並沒有解釋何謂「公共性高的團體使用」，雖然ENTO一方表示希望可以獲得續簽，但最終日田市及JR九州仍然拒絕續約安排。其中咖啡店於1月19日起結業，而簡易住宿部份亦會如期在三月尾時結業。

### 月台
設有側式月台及島式月台各1個，共提供2面3線的配置。側式月台與島式月台以地下道連接。
| 月台 | 路線      | 上下行 | 方向                           | 備註                             |
| ---- | --------- | ------ | ------------------------------ | -------------------------------- |
| 1    | ■久大本線 | 上行   | 久留米、鳥栖、博多方向         | 個別普通列車班次由2或3號月台開出 |
| 2、3 | ■久大本線 | 下行   | 豐後森、由布院、大分、別府方向 | 所有下行特急列車全停2號月台      |

| 月台           | 路線                        | 上下行 | 方向               | 備註                                                         |
| -------------- | --------------------------- | ------ | ------------------ | ------------------------------------------------------------ |
| 站前廣場巴士站 | ■日田彥山線BRT（BRT彥星線） | 上行   | 筑前岩屋、添田方向 | 下午開出的所有班次均繞經日田市役所前、昭和學院前及林工西口站 |

### 站前廣場
站前廣場位於南口，於1984年隨進行土地整理項目而完成。2017年3月開始進行翻新工程，一直至2019年6月為止（然而，在2019年5月卻提出進行了竣工儀式）。翻新工程後，使整個廣場的面積增至4,500平方米。
當中，原有座落在車站前方的噴水池被拆去，另外把車站的前方闢作多用途廣場，面積約為2,000平方米，當中放置了同樣以日田杉所砌成、但欠缺了「I」字的「HITA」地名標。2021年3月6日，在廣場鐘樓的前方，豎立起《進擊之巨人》中其中一個角色「里維兵長」銅像，作為振興地區的一環。
多用途廣場採用兩種不同的地面，提供戶外座椅的休憇空間採用了日田出產的加工木材，至於可用作表演空間的部份，則使用日田出產的石材。至於迴旋處及停車場則遷移至西邊。而東側則闢成為公共運輸站，設有的士、巴士和私家車上落客區，也設有通道連接商店街。

## 歷史
- 1934年：

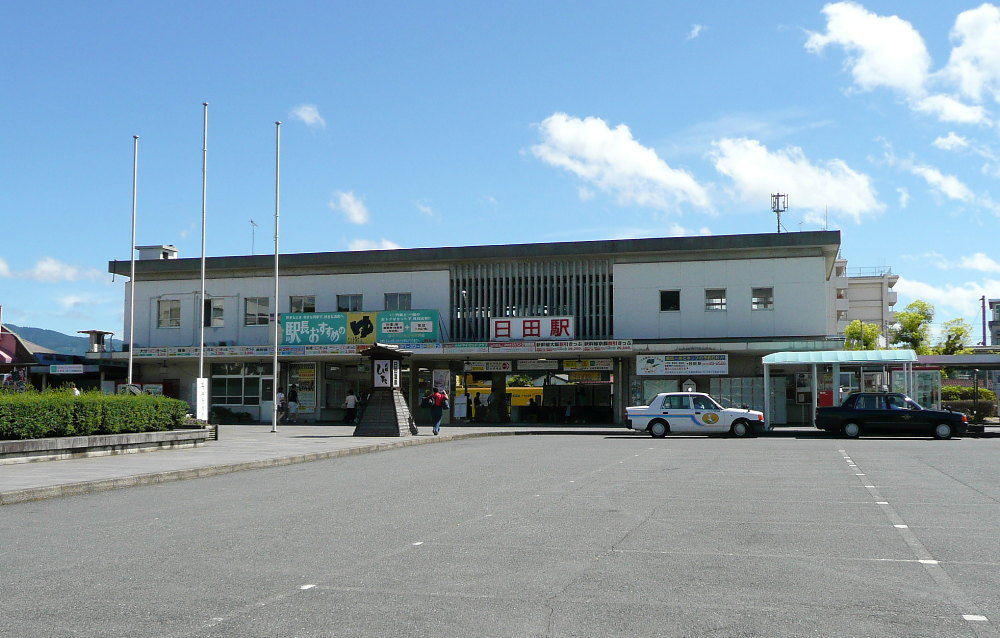
改裝前的車站大樓（2007年8月）

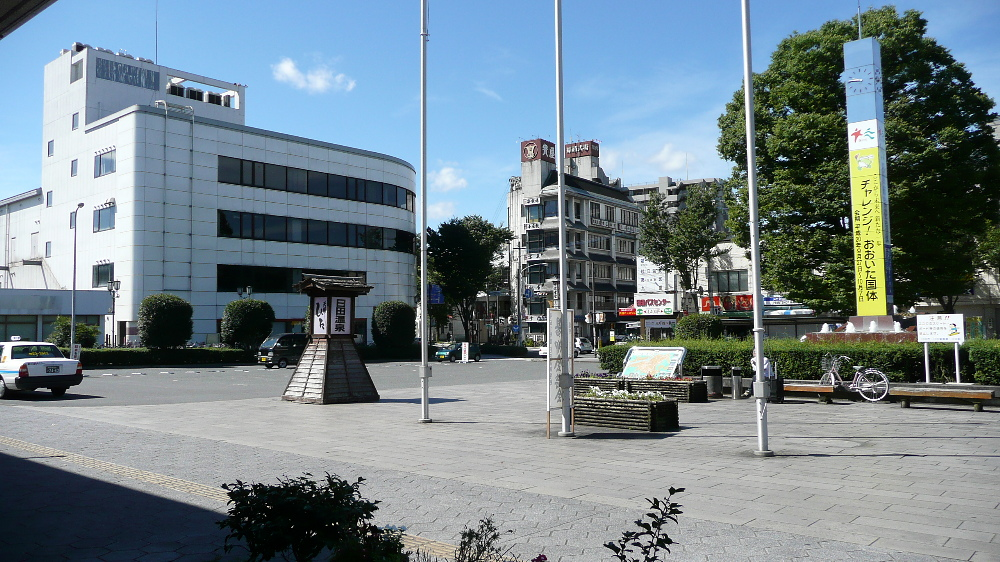
改裝前的站前廣場北邊（2007年8月）

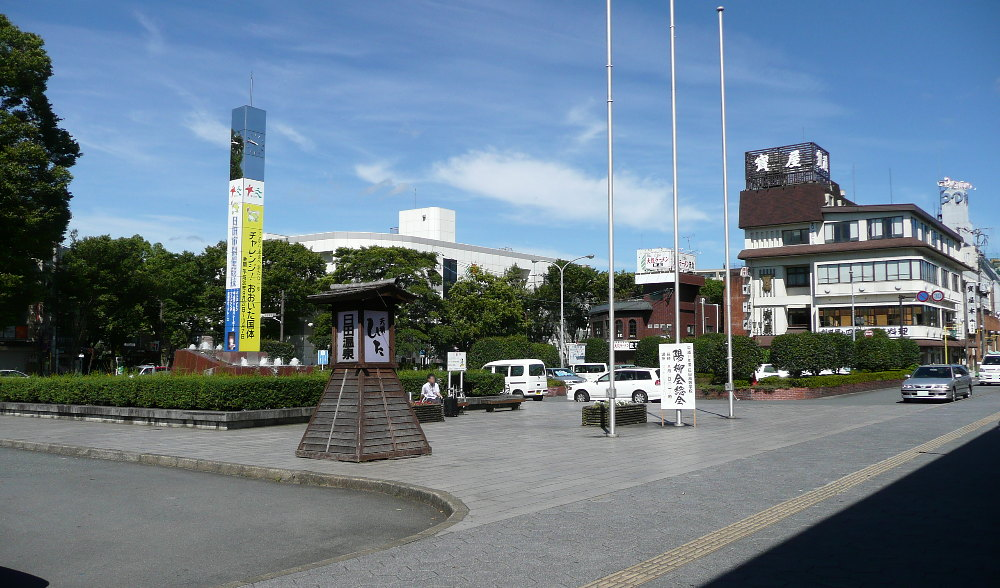
改裝前的站前廣場南邊（2007年8月）

- 3月3日：夜明站至日田站之間開通，此站啟用。
- 11月15日：此站至天瀨站之間開通，久大線全線開通。

- 1937年6月27日：隨著宮原線開通，久大線改名為久大本線。
- 1972年：站房重建[5]。
- 1984年：車站南邊進行站前廣場工程[16][17]。
- 1987年：

- 2月5日：開設綠色窗口。
- 4月1日：隨國鐵分割民營化，車站由九州旅客鐵道（JR九州）營運。

- 2015年3月28日：站房改裝[5]。
- 2017年7月5日：由於受到2017年7月九州北部暴雨（日语：平成29年7月九州北部豪雨）影響，久大本線此站至浮羽站之間（在7月18日起為此站至光岡站之間），日田彥山線此站至添田站之間不能通行。
- 2018年7月14日：光岡站至日田站之間重開。
- 2020年：

- 7月6日：因令和2年7月豪雨影響，久留米～由布院間運休。
- 7月8日：本站～久留米間重開，但與由布院間仍然不通。
- 8月8日：本站～豐後森間重開。

- 2021年：

- 8月12日：受令和3年8月大雨影響，本站～由布院間（8月18日起為本站～豐後森間）不通。
- 9月17日：本站至豐後森間重開。

- 2023年8月28日：日田彥山線添田～本站間改以BRT形式運行，乘車地點改於站前廣場的巴士站。

## 使用狀況
本站是久大本線內第四最多日均使用量的分站，次於由布院、久留米大學前及久留米高校前後。
| 年度 | 一年總 乘車人次 | 非定期票 乘車人次 | 定期 乘車人次 | 一日平均 乘車人次 | 一年總 下車人次 | 參考資料               |
| ---- | --------------- | ----------------- | ------------- | ----------------- | --------------- | ---------------------- |
| 1965 | 1,781,624       | 705,256           | 1,076,368     | -                 | 1,794,488       | [ 統計 1 ]             |
|      |                 |                   |               |                   |                 |                        |
| 1990 | 678,116         | 308,427           | 369,689       | -                 | 625,440         | [ 統計 2 ]             |
| 1991 | 670,801         | 321,801           | 349,000       | -                 | 638,998         | [ 統計 3 ]             |
| 1992 | 649,299         | 312,040           | 337,259       | -                 | 608,402         | [ 統計 4 ]             |
| 1993 | 632,789         | 297,827           | 334,962       | -                 | 600,161         | [ 統計 5 ]             |
| 1994 | 650,231         | 297,126           | 353,105       | -                 | 623,104         | [ 統計 6 ]             |
| 1995 | 627,555         | 291,385           | 336,170       | -                 | 595,525         | [ 統計 7 ]             |
| 1996 | 592,030         | 273,361           | 318,669       | -                 | 571,059         | [ 統計 8 ]             |
| 1997 | 551,122         | 250,349           | 300,773       | -                 | 540,044         | [ 統計 9 ]             |
| 1998 | 529,386         | 242,043           | 287,343       | -                 | 520,465         | [ 統計 10 ]            |
| 1999 | 522,356         | 234,008           | 288,348       | -                 | 505,704         | [ 統計 11 ]            |
| 2000 | 497,300         | 222,180           | 275,120       | 1,363             | 496,801         | [ 統計 12 ]            |
| 2001 | 466,587         | 207,562           | 259,025       | 1,278             | 466,935         | [ 統計 13 ]            |
| 2002 | 456,403         | 203,439           | 252,964       | 1,250             | 454,042         | [ 統計 14 ]            |
| 2003 | 441,609         | 192,629           | 248,980       | 1,210             | 439,921         | [ 統計 15 ]            |
| 2004 | 269,641         | 110,389           | 159,252       | 1,143             | 266,460         | [ 統計 16 ]            |
| 2005 | 391,925         | 166,687           | 225,238       | 1,074             | 387,148         | [ 統計 17 ]            |
| 2006 | 382,859         | 156,829           | 226,030       | 1,049             | 382,371         | [ 統計 18 ]            |
| 2007 | 371,329         | 149,732           | 221,597       | 1,015             | 369,661         | [ 統計 19 ]            |
| 2008 | 364,720         | 145,061           | 219,659       | 999               | 362,809         | [ 統計 20 ]            |
| 2009 | 336,825         | 134,547           | 202,278       | 923               | 330,556         | [ 統計 21 ] [ 注釋 1 ] |
| 2010 | 335,175         | 136,653           | 198,522       | 918               | 329,832         | [ 統計 22 ] [ 注釋 1 ] |
| 2011 | 327,867         | 129,057           | 198,810       | 896               | 322,281         | [ 統計 23 ] [ 注釋 1 ] |
| 2012 | 310,329         | 117,102           | 193,227       | 850               | 306,408         | [ 統計 24 ] [ 注釋 1 ] |
| 2013 | 323,834         | 123,101           | 200,733       | 887               | 317,716         | [ 統計 25 ] [ 注釋 1 ] |
| 2014 | 300,128         | 121,153           | 178,975       | 822               | 296,914         | [ 統計 26 ] [ 注釋 1 ] |
| 2015 | 297,465         | 124,191           | 173,274       | 813               | 293,742         | [ 統計 27 ] [ 注釋 1 ] |
| 2016 | 285,734         | 120,426           | 165,308       | 783               | 282,215         | [ 統計 28 ]            |

| 年度 | 一日平均乘車人次 | 一日平均乘車人次 | 參考資料    |
| 年度 | 鐵道             | BRT              | 參考資料    |
| ---- | ---------------- | ---------------- | ----------- |
| 2017 | 648              | 未開業           | [ 統計 29 ] |
| 2018 | 640              | 未開業           | [ 統計 30 ] |
| 2019 | 651              | 未開業           | [ 統計 31 ] |
| 2020 | 502              | 未開業           | [ 統計 32 ] |
| 2021 | 528              | 未開業           | [ 統計 33 ] |
| 2022 | 584              | 未開業           | [ 統計 34 ] |
| 2023 | 620              | 69               | [ 統計 35 ] |

## 相鄰車站
九州旅客鐵道
■久大本線
■臨時觀光快速「由布院」
久留米 - 日田 - 由布院
■特急「由布院之森」
久留米 - 日田 - 天瀨
■特急「由布」
筑後吉井 - 日田 - 天瀨（1、6號）
浮羽 - 日田 - 天瀨（2-5號）
■普通
光岡－日田－豐後三芳
■日田彥山線BRT（BRT彥星線）
光岡－日田（正常班次）
日田市役所前－日田（繞路班次）

### 附註
1. 1 2 3 4 5 6 7  在大分縣統計協會解散後，於網上公開資料[31]。

### 統計
1. ↑  大分県総務部統計課 『昭和41年版 大分県統計年鑑』 大分県統計協会、1966年3月。
2. ↑  大分縣總務部統計課 《平成3年版 大分縣統計年鑑》 大分縣統計協會，1991年12月31日。
3. ↑  大分縣總務部統計課 《平成4年版 大分縣統計年鑑》 大分縣統計協會，1992年12月31日。
4. ↑  大分縣總務部統計課 《平成5年版 大分縣統計年鑑》 大分縣統計協會，1994年3月31日。
5. ↑  大分縣總務部統計課 《平成6年版 大分縣統計年鑑》 大分縣統計協會，1995年3月31日。
6. ↑  大分縣總務部統計課 《平成7年版 大分縣統計年鑑》 大分縣統計協會，1996年3月31日。
7. ↑  大分縣總務部統計課 《平成8年版 大分縣統計年鑑》 大分縣統計協會，1997年3月31日。
8. ↑  大分縣總務部統計課 《平成9年版 大分縣統計年鑑》 大分縣統計協會，1998年3月31日。
9. ↑  大分縣總務部統計課 《平成10年版 大分縣統計年鑑》 大分縣統計協會，1999年3月31日。
10. ↑  大分縣總務部統計課 《平成11年版 大分縣統計年鑑》 大分縣統計協會，2000年3月31日。
11. ↑  大分縣總務部統計課 《平成12年版 大分縣統計年鑑》 大分縣統計協會，2001年3月31日。
12. ↑  大分県総務部統計課 『平成13年版 大分県統計年鑑』 大分県統計協会、2002年3月31日。 - 11運輸および通信 - 132 鉄道各駅別運輸状況（JR九州・JR貨物） (ウェブ版XLS （页面存档备份，存于）)
13. ↑  大分縣總務部統計課 《平成14年版 大分縣統計年鑑》 大分縣統計協會，2003年3月31日。 - 11運輸および通信 - 132 鉄道各駅別運輸状況（JR九州・JR貨物） (Web版XLS （页面存档备份，存于）)
14. ↑  大分縣總務部統計課 《平成15年版 大分縣統計年鑑》 大分縣統計協會，2004年3月31日。 - 11運輸および通信 - 132 鉄道各駅別運輸状況（JR九州・JR貨物） (Web版XLS （页面存档备份，存于）)
15. ↑  大分縣總務部統計課 《平成16年版 大分縣統計年鑑》 大分縣統計協會，2005年3月31日。 - 11運輸および通信 - 132 鉄道各駅別運輸状況（JR九州・JR貨物） (Web版XLS （页面存档备份，存于）)
16. ↑  大分縣總務部統計課 《平成17年版 大分縣統計年鑑》 大分縣統計協會，2006年3月31日。 - 11運輸および通信 - 132 鉄道各駅別運輸状況（JR九州・JR貨物） (Web版XLS （页面存档备份，存于）)
17. ↑  大分縣總務部統計課 《平成18年版 大分縣統計年鑑》 大分縣統計協會，2007年3月31日。 - 11運輸および通信 - 132 鉄道各駅別運輸状況（JR九州・JR貨物） (Web版XLS （页面存档备份，存于）)
18. ↑  大分縣總務部統計課 《平成19年版 大分縣統計年鑑》 大分縣統計協會，2007年3月31日。 - 11運輸および通信 - 130 鉄道各駅別運輸状況（JR九州・JR貨物） (Web版XLS （页面存档备份，存于）)
19. ↑  大分縣總務部統計課 《平成20年版 大分縣統計年鑑》 大分縣統計協會，2009年3月31日。 - 11運輸および通信 - 129 鉄道各駅別運輸状況（JR九州・JR貨物） (Web版XLS （页面存档备份，存于）)
20. ↑  大分縣總務部統計課 《平成21年版 大分縣統計年鑑》 大分縣統計協會，2010年3月31日。 - 11運輸および通信 - 129 鉄道各駅別運輸状況（JR九州・JR貨物） (Web版XLS （页面存档备份，存于）)
21. ↑  . 大分縣總務部統計課.   [2015-06-26]. （原始内容存档于2015-06-26）.
22. ↑  . 大分縣總務部統計課.   [2015-06-26]. （原始内容存档于2015-06-26）.
23. ↑  . 大分縣總務部統計課.   [2015-06-26]. （原始内容存档于2015-06-26）.
24. ↑  . 大分縣總務部統計課.   [2015-06-26]. （原始内容存档于2015-06-26）.
25. ↑  . 大分縣總務部統計課.   [2015-06-26]. （原始内容存档于2015年6月27日）.[]
26. ↑  . 大分縣總務部統計課.   [2019-05-20]. （原始内容存档于2016-09-27）.
27. ↑  . 大分縣總務部統計課.   [2019-05-20]. （原始内容存档于2017-08-03）.
28. ↑   (PDF). 日田市.   [2019-05-20]. （原始内容存档 (PDF)于2018-05-17）.
29. ↑   (PDF). 九州旅客鉄道.   [2019-05-20]. （原始内容 (PDF)存档于2018-07-17）.
30. ↑   (PDF). 九州旅客鉄道.   [2019-07-27]. （原始内容存档 (PDF)于2019-07-12）.
31. ↑   (PDF). 九州旅客鉄道.   [2020-12-26]. （原始内容存档 (PDF)于2020-11-24）.
32. ↑   (PDF). 九州旅客鉄道.   [2021-09-15]. （原始内容存档 (PDF)于2022-02-27）.
33. ↑   (PDF). 九州旅客鉄道.   [2022-08-26]. （原始内容 (PDF)存档于2022-08-26） （日语）.
34. ↑   (PDF).   [2024-12-30]. （原始内容存档 (PDF)于2023-09-06）.
35. ↑  駅別乗車人員上位300駅（2023年度） （页面存档备份，存于），JR九州。

## 外部連結
- JR九州日田站 （页面存档备份，存于）（日語）
- 日田彥山BRT線公式網站 （页面存档备份，存于）
- STAY + CAFE ENTO 公式網站 （页面存档备份，存于）（至2025年3月底為止）